# Durban City
Durban City FC este un club de fotbal din Durban, Africa de Sud. Actualmente echipa joacă în ligile de amatori pentru seniori și juniori.

## Istoria clubului
Clubul a fost fondat în 1959 de Norman Eliott și Topper Brown. Este una dintre echipele fondatoare ale NFL (National Football League), o liga de fotbal rezervat exclusiv comunității albe din Africa de Sud, echipa nu avea inițial jucători de rasa neagră sau mixtă în rândurile sale. În 1959, a devenit primul club care a câștigat un campionat profesionist în Africa de Sud. Durban City era una dintre cele mai importante echipe din fotbalul sud-african ale acelor vremuri, reușind să câștige NFL de patru ori în 1959, 1961, 1970 și 1972.
În 1977, NFL se alătură ligii de fotbal NPSL (National Premier Soccer League), liga rezervată jucătorilor negri, pentru a forma o ligă non-rasială. În următorul sezon, cel din 1978, Durban City a câștigat titlul de campion al Federation Professional League (FPL), un campionat non-rasial și semiprofesionist creat în 1969, care se deșfășura în același timp cu NFL și NPSL, până în 1991, când s-au alăturat celor din NSL definitiv, ulterior NPSL devine NSL (National Soccer League). Astfel, Africa de Sud avea să rămână cu o singură ligă majoră și totodată să formeze cea mai importantă ligă de fotbal din cele trei ligi existente de până atunci. Durban City a câștigat de asemenea, NPSL non-rasial de două ori în 1982 și 1983. Este singurul club sudafrican care a câștigat atât NFL, FPL și NPSL.
În sezonul 1986-1987, a devenit prima echipă de fotbal din Africa de Sud care a avut o mascotă, o antilopă Kudu pe nume „Barry” care purta ochelari imenși, creația aparținând unei companiei de optică, acela fiind și unul dintre foștii sponsori ai clubului. La 28 iulie 1988, clubul a dispărut după ce a fost vândut unui grup de oameni de afaceri din provincia KwaZulu-Natal, pe care l-a redenumit „Natal United”. Echipa a retrogradat la sfârșitul acelui sezon și s-a desființat.
La sfârșitul anului 2008, omul de afaceri și fost jucător la Durban City, Glen Adams a început să vorbească despre renașterea fostului club. A cumpărat drepturile legate de club și l-a reînregistrat în 2009 la Asociația de Fotbal din Africa de Sud (SAFA), clubul reluându-și activitatea începând din ligile inferioare.

## Palmares
| Campionatele Naționale                                  | |                                         |
| - NPSL (2) : - Campioni : 1982, 1983. - Locul 3 : 1984. | - NFL (4) : - Campioni : 1959, 1961, 1970, 1972. - Locul 2 : 1960, 1964. - Locul 3 : 1962, 1963, 1965, 1971.        | - FPL (1) : - Campioni : 1978.          |
| Cupele Naționale                                        | |                                         |
| - Cupa MTN 8 (0) : - Semifinale : 1985, 1986.           | - Cupa NFL (4) : - Câștigători : 1960, 1962, 1964, 1968. - Finalistă : 1961, 1971, 1972. - Semifinale : 1963, 1966. | - Cupa Ligii (0) : - Semifinale : 1982. |

## Cupe
Cele mai mari realizări obținute de  Durban City în cupa ligii Telkom și cupa MTN 8.
| An         | Club Sportiv | Scor       | Adversar      |
| Semifinale | Semifinale   | Semifinale | Semifinale    |
| ---------- | ------------ | ---------- | ------------- |
| 1982       | Durban City  | 2 - 5      | Arcadia       |
| 1985       | Durban City  | 1 - 2      | Kaizer Chiefs |
| 1986       | Durban City  | 0 - 1      | Bidvest Wits  |